# Marcela Bednar
Marcela Bednar es una deportista alemana que compitió para la RFA en piragüismo en la modalidad de aguas tranquilas. Ganó tres medallas en el Campeonato Mundial de Piragüismo entre los años 1990 y 1998.

## Palmarés internacional
| Representando a la RFA   |                    |                   |             |
| Campeonato Mundial       |                    |                   |             |
| Año                      | Lugar              | Medalla           | Competición |
| 1990                     | Poznań (Polonia)   | Medalla de bronce | K4 500 m    |
| Representando a Alemania |                    |                   |             |
| Campeonato Mundial       |                    |                   |             |
| Año                      | Lugar              | Medalla           | Competición |
| 1997                     | Dartmouth (Canadá) | Medalla de oro    | K2 1000 m   |
| 1998                     | Szeged (Hungría)   | Medalla de oro    | K4 500 m    |